# کاسونگو
کاسونگو (به لاتین: Kasungu) یک زیستگاه انسانی در مالاوی است که در منطقه مرکزی مالاوی واقع شده‌است.

## خصوصیات
کاسونگو ۵۹٬۶۹۶ نفر جمعیت دارد و ۱٬۳۴۲ متر بالاتر از سطح دریا واقع شده‌است.